# 科迪耶斯德弗努耶德
科迪耶斯-德弗努耶德（法語：Caudiès-de-Fenouillèdes，法語發音：[kodjɛs də fənujɛd] ⓘ，意为“弗努耶德的科迪耶斯”）是法国东比利牛斯省的一个市镇，位于该省西北部，属于佩皮尼昂区。

## 地理
科迪耶斯-德弗努耶德（42°48'42"N, 2°22'32"E）面积36.45 平方千米，位于法国奧克西塔尼大區东比利牛斯省，该省份为法国大陆部分最南部的省份，涵盖了北加泰罗尼亚，北起奥德省，西接阿列日省和安道尔，南与西班牙接壤，东临地中海。
与科迪耶斯-德弗努耶德接壤的市镇（或旧市镇、城区）包括：比加拉什、拉格利河畔康普、皮洛朗斯、圣路易和帕拉乌、普吕尼亚讷、圣保罗德弗努耶、福斯、弗努耶。
科迪耶斯-德弗努耶德的时区为UTC+01:00、UTC+02:00（夏令时）。

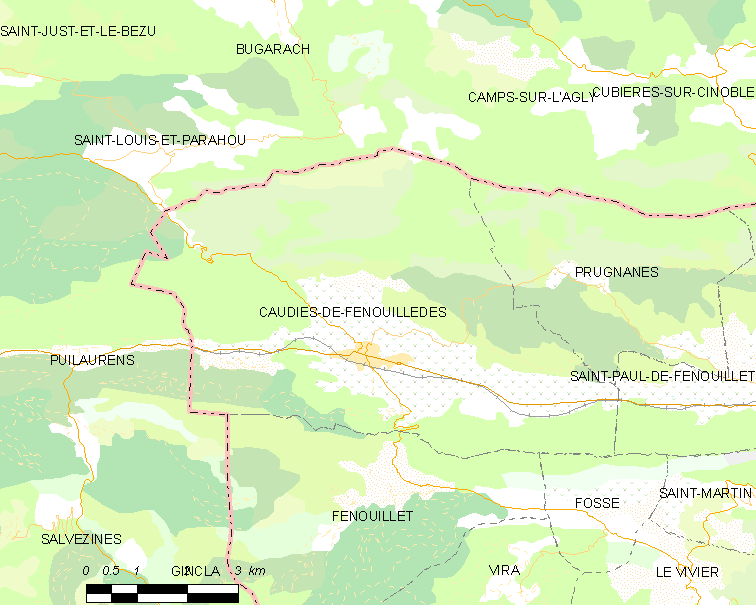
科迪耶斯-德弗努耶德的OSM定位图

## 行政
科迪耶斯-德弗努耶德的邮政编码为66220，INSEE市镇编码为66046。

## 政治
科迪耶斯-德弗努耶德所属的省级选区为阿格利河谷县。

## 人口

1962-2008年间科迪耶斯-德弗努耶德人口变化图示

科迪耶斯-德弗努耶德于2022年1月1日时的人口数量为585人。